# Chimaerodipus auritus
Chimaerodipus auritus is een zoogdier uit de familie van de jerboa's (Dipodidae). De wetenschappelijke naam van de soort werd voor het eerst geldig gepubliceerd door Shenbrot et al. in 2017.

## Voorkomen
De soort komt voor in het zuiden van Ningxia in China.